# Giải thưởng giải trí SBS 2021
Giải thưởng giải trí SBS 2021 (tiếng Hàn: SBS 연예대상; Hanja: SBS 演藝大賞; Romaja: SBS Yeon-ye Daesang; tiếng Việt: Giải thưởng Giải trí SBS 2021) được trao bởi Seoul Broadcasting System (SBS), sẽ diễn ra vào ngày 18 tháng 12, 2021 tại SBS Prism Tower ở Sangam-dong, Mapo-gu, Seoul. Chương trình năm nay sẽ có metaverse thêm vào các cảnh dựng và sân khấu. Và nó sẽ được dẫn bởi Lee Seung-gi, Jang Do-yeon và Han Hye-jin.

## Đề cử và người chiến thắng
(Người chiến thắng được ký hiệu bằng chữ in đậm)
| Giải thưởng lớn (Daesang) | Giải thưởng lớn (Daesang) | Giải thưởng lớn (Daesang) | Giải thưởng lớn (Daesang) |
| --- | --- | --- | --- |
| - Team My Little Old Boy (Shin Dong-yup, Seo Jang-hoon, Cho Hye-seon, Kim Sun-ja, Park Young-hye, Lee Sang-min, Tak Jae-hoon, Im Won-hee, Kim Jun-ho, Kim Jong-kook, Kim Hee-chul, Lee Tae-sung, Oh Min-suk, Park Goon, Choi Jin-hyuk) | | | |
| Giải thưởng của nhà sản xuất | Giải thưởng của nhà sản xuất | Giải thưởng nhân viên danh dự | Giải thưởng nhân viên danh dự |
| - Lee Seung-gi – Master in the House, Loud | - Lee Seung-gi – Master in the House, Loud | - Jee Seok-jin – Running Man | - Jee Seok-jin – Running Man |
| Giải thưởng xuất sắc hàng đầu trong hạng mục thực tế | Giải thưởng xuất sắc hàng đầu trong hạng mục thực tế | Giải thưởng xuất sắc hàng đầu trong hạng mục tạp kỹ                                                                                            | Giải thưởng xuất sắc hàng đầu trong hạng mục tạp kỹ                                                                                            |
| - Tak Jae-hoon – My Little Old Boy, Dolsing Fourmen, Tiki-taCAR | - Tak Jae-hoon – My Little Old Boy, Dolsing Fourmen, Tiki-taCAR | - Yang Se-chan – Running Man | - Yang Se-chan – Running Man |
| Giải thưởng xuất sắc hàng đầu trong hạng mục show và thể thao | Giải thưởng xuất sắc hàng đầu trong hạng mục show và thể thao | Giải thưởng xuất sắc hàng đầu trong hạng mục chương trình tạp kỹ                                                                               | Giải thưởng xuất sắc hàng đầu trong hạng mục chương trình tạp kỹ                                                                               |
| - Park Sun-yeong - Kick A Goal | - Park Sun-yeong - Kick A Goal | - Running Man | - Running Man |
| Giải thưởng xuất sắc hàng đầu trong hạng mục chương trình show và thể thao | Giải thưởng xuất sắc hàng đầu trong hạng mục chương trình show và thể thao | Giải thưởng xuất sắc trong hạng mục trò chuyện/tạp kỹ                                                                                          | Giải thưởng xuất sắc trong hạng mục trò chuyện/tạp kỹ                                                                                          |
| - Kick A Goal | - Kick A Goal | - Kim Jun-ho – My Little Old Boy, Dolsing Fourmen - Im Won-hee – My Little Old Boy, Dolsing Fourmen                                            | - Kim Jun-ho – My Little Old Boy, Dolsing Fourmen - Im Won-hee – My Little Old Boy, Dolsing Fourmen                                            |
| Giải thưởng xuất sắc trong hạng mục thực tế | Giải thưởng xuất sắc trong hạng mục thực tế | Giải thưởng xuất sắc trong hạng mục show và thể thao                                                                                           | Giải thưởng xuất sắc trong hạng mục show và thể thao                                                                                           |
| - Lee Ji-hye – Same Bed, Different Dreams 2: You Are My Destiny | - Lee Ji-hye – Same Bed, Different Dreams 2: You Are My Destiny | - Kick A Goal S1 cast | - Kick A Goal S1 cast |
| Giải thưởng xuất sắc trong hạng mục chương trình trò chuyện/tạp kỹ | Giải thưởng xuất sắc trong hạng mục chương trình trò chuyện/tạp kỹ | Giải thưởng xuất sắc trong hạng mục chương trình show và thể thao                                                                              | Giải thưởng xuất sắc trong hạng mục chương trình show và thể thao                                                                              |
| - Dolsing Fourmen | - Dolsing Fourmen | - Archive K - Loud | - Archive K - Loud |
| Giải thưởng tân binh | Giải thưởng tân binh | Giải thưởng tân binh | Director Award |
| Show và thể thao | Tạp kỹ | Thực tế | Director Award |
| - Lee Seung-yeob – Team Up 072 | - Keum Sae-rok – Baek Jong-won's Alley Restaurant | - Park Goon – My Little Old Boy, Luật rừng - Lee Hyun-yi – Same Bed, Different Dreams 2: You Are My Destiny, Kick A Goal                       | - Kick A Goal S1 Directors - Kick A Goal |
| Giải thưởng gia đình tốt nhất | Giải thưởng gia đình tốt nhất | Giải thưởng đặc biệt | Giải thưởng đặc biệt |
| - Same Bed, Different Dreams 2: You Are My Destiny team | - Same Bed, Different Dreams 2: You Are My Destiny team | - Baek Jong-won's Alley Restaurant | - Baek Jong-won's Alley Restaurant |
| Next Level Award | Next Level Award | Giải thưởng làm việc theo nhóm tốt nhất | Giải thưởng làm việc theo nhóm tốt nhất |
| - Jang Do-yeon - The Story of the Day When One Bites One's Tail, I Need a Warm-up | - Jang Do-yeon - The Story of the Day When One Bites One's Tail, I Need a Warm-up | - Master in the House team | - Master in the House team |
| Giải thưởng cặp đôi đẹp nhất | Giải thưởng cặp đôi đẹp nhất | Giải thưởng biên kịch | Giải thưởng biên kịch |
| - Lee Soo-geun và Bae Sung-jae – Kick A Goal - Kim Joon-ho và Lee Sang-min – My Little Old Boy - Lee Kyung-kyu và Lee Hyun-joo – Team Up 072 - Lee Ji-hye và Moon Jae-wan – Same Bed, Different Dreams 2: You Are My Destiny - Kim Jong-kook và Song Ji-hyo – Running Man | - Lee Soo-geun và Bae Sung-jae – Kick A Goal - Kim Joon-ho và Lee Sang-min – My Little Old Boy - Lee Kyung-kyu và Lee Hyun-joo – Team Up 072 - Lee Ji-hye và Moon Jae-wan – Same Bed, Different Dreams 2: You Are My Destiny - Kim Jong-kook và Song Ji-hyo – Running Man | - Hwang Chae-young – Unanswered Questions - Yang Hyo-im – Running Man - Jang Jung-hee – Kick A Goal - Kim Yoon-hee – Kim Young-chul's Power FM | - Hwang Chae-young – Unanswered Questions - Yang Hyo-im – Running Man - Jang Jung-hee – Kick A Goal - Kim Yoon-hee – Kim Young-chul's Power FM |
| Radio DJ Award | Radio DJ Award | Rookie Radio DJ Award | Rookie Radio DJ Award |
| Power FM | Love FM | Rookie Radio DJ Award | Rookie Radio DJ Award |
| - Boom - Boom Boom Power | - Lee Sook-young – Lee Sook-young Love FM | - Park Ha-sun – Park Ha-sun's Cine Town | - Park Ha-sun – Park Ha-sun's Cine Town |
| Giải thưởng nghệ sĩ giải trí của năm | | | |
| - Shin Dong-yup – My Little Old Boy, Animal Farm, I Need a Warm-up - Tak Jae-hoon – My Little Old Boy, Dolsing Fourmen - Lee Sang-min – My Little Old Boy, Dolsing Fourmen' - Lee Kyung-kyu – Team Up 072 - Lee Seung-gi – Master in the House, Team Up 072, Loud - Park Sun-yeong - Kick A Goal - Yoo Jae-suk – Running Man - Jee Seok-jin – Running Man - Kim Jong-kook – Running Man, My Little Old Boy - Kim Gu-ra – Same Bed, Different Dreams 2: You Are My Destiny - Seo Jang-hoon – My Little Old Boy, Same Bed, Different Dreams 2: You Are My Destiny - Yang Se-hyung – Master in the House | | | |

## Người dẫn chương trình
| Thứ tự | Người dẫn chương trình          | Giải thưởng                                | Tham khảo |
| ------ | ------------------------------- | ------------------------------------------ | --------- |
| 1      | Jee Seok-jin và Cha Eun-woo     | Giải thưởng tân binh                       |           |
| 2      | Kim Tae-gyun và Park So-hyun    | Radio DJ Award                             |           |
| 3      | An San và Yang Se-hyung         | Next Level Award                           | [ 20 ]    |
| 4      | Kim Byung-ji và Choi Yeo-jin    | Giải thưởng gia đình tốt nhất              |           |
| 5      | Yang Se-chan và Jeon So-min     | Giải thưởng làm việc theo nhóm tốt nhất    |           |
| 5      | Yang Se-chan và Jeon So-min     | Giải thưởng cặp đôi đẹp nhất               |           |
| 6      | Bae Jung-nam và Keum Sae-rok    | Giải thưởng đặc biệt                       |           |
| 7      | Lee Ji-hoon và Kim Hee-chul     | Giải thưởng chương trình xuất sắc          |           |
| 8      | Kim Gu-ra và Song Ji-hyo        | Giải thưởng chương trình xuất sắc hàng đầu |           |
| 9      | Lee Kyung-kyu và Yoo Hyun-joo   | Giải thưởng xuất sắc hàng đầu              |           |
| 10     | Shin Dong-yup                   | Giải thưởng của nhà sản xuất               |           |
| 10     | Shin Dong-yup                   | Giải thưởng nhân viên danh dự              | [ 21 ]    |
| 11     | Kim Jong-kook và Choi Young-ink | Giải thưởng lớn (Daesang)                  |           |

## Biểu diễn
Nguồn:
| Thứ tự | Nghệ sĩ                      | Tiết mục                   | Tham khảo |
| ------ | ---------------------------- | -------------------------- | --------- |
| 1      | Aespa                        | Next Level                 | [ 24 ]    |
| 2      | Shin Hyo-bum và Jee Seok-jin | I Knew I Love              | [ 25 ]    |
| 3      | FC Old Tall từ Kick A Goal   | Montero and Hey Mama       | [ 15 ]    |
| 4      | Song So-hee và Hwang So-yoon | 3! 4! (Ban đầu bởi Roo'ra) |           |